# Певницкий, Дмитрий Фёдорович
Дмитрий Фёдорович Певницкий (1828, Васильевский погост, Муромский уезд — 1914, Москва) — священнослужитель Русской православной церкви, протоиерей.

## Биография
Родился в 1828 году в Васильевском погосте (ныне Малое Юрьево), Муромского езда Владимирской губернии в семье священника Фёдора Петровича Певницкого.
Его старший брат, Виктор (?—1867) — врач; младший брат — Василий (1832—1911) — доктор богословия, заслуженный профессор.
Окончил Муромское духовное училище. В 1849 году окончил Владимирскую духовную семинарию, а в 1853 году — Киевскую духовную академию со степенью магистра богословия.
31 октября (12 ноября) 1853 года назначен преподавателем логики и психологии в среднем первом отделении Владимирской семинарии, где с 1 (13) сентября 1854 года по 1 (13) сентября 1856 года преподавал также французский язык; с 22 февраля по 22 апреля 1856 года преподавал библейскую историю. 1 (13) сентября 1858 года назначен на должность помощника инспектора. С 22 мая по 22 сентября 1858 года преподавал в семинарии всеобщую и русскую церковную историю, археологию и канонику.
После оставления преподавательской должности, 7 (19) января 1862 года был рукоположён в священный сан для служения в Крестовоздвиженской церкви города Иванова-Вознесенска. 16 (28) июля 1867 года возведён в сан протоиерея. Позднее по собственному прошению переведён в город Вязники для служения в Казанском собор в должности цензора проповедей и старшего благочинного.
С сентября 1870 по сентябрь 1871 года был членом правления Владимирской духовной семинарии от духовенства.
22 ноября (4 декабря) 1872 года был избран ректором Воронежской духовной семинарии. В 1873—1874 годах преподавал в семинарии догматическое и основное богословие. В период с 1 (13) января 1877 года по 19 (31) августа 1881 года был редактором «Воронежских епархиальных ведомостей».
29 июня (11 июля) 1881 года, согласно личному прошению, переведён на должность ректора Тамбовской духовной семинарии. Был редактором «Тамбовских епархиальных ведомостей».
3 (15) июня 1883 года был зачислен в штат Храма Христа Спасителя и 6 октября стал его первым ключарём.
С 1884 года являлся настоятелем храма в честь иконы Божией Матери «Гребневская» на Лубянской площади в Москве.
Скончался 1914 году.

## Награды
29 апреля (11 мая) 1859 года, 16 (28) июня 1860 года, 16 (28) июня 1862 года — денежные премии.
15 (27) января 1862 года награжден набедренником.
25 апреля (7 мая) 1864 года награжден скуфьей.
В 1866 году объявлена благодарность от епархиального руководства.
11 (23) апреля 1870 года награжден камилавкой.
22 апреля (4 мая) 1874 года награжден золотым наперсным крестом.
27 марта (8 апреля) 1877 года награжден орденом св. Анны II степени.
15 (27) мая 1883 года награжден орденом св. Владимира IV степени.